# Захаров, Андрей Владимирович
Андре́й Влади́мирович Заха́ров (2 ноября 1966, Кострома, СССР) — советский и российский футболист, защитник. И. о. главного тренера клуба «Спартак» Кострома.
Один из рекордсменов костромского «Спартака» по числу сыгранных в первенстве страны матчей.

## Биография
Воспитанник костромского футбола (СДЮШОР «Спартак» Кострома).
Начинал выступления в клубе «Спартак» (Кострома), игравшем в 1-й зоне (с 1990 — в 6-й) 2-й лиги чемпионата СССР по футболу. В союзной второй лиге провел 216 матчей, забил 19 мячей.
В 1992 непродолжительное время играл в польской «Мазовии». В 1993 снова в составе «красно-белых».
В 1995—1999 выступал за «Дон». 12 апреля 1995 года в домашнем матче «Дона» с московским ТРАСКО Андрей Захаров забил гол с центра поля.
В 1999—2003 играл за «Спартак» (Кострома), с перерывом на 2001 год, когда выступал в турнире КФК за «Льнянщик» (19 игр, 1 гол).
В последние годы своей карьеры Захаров выполнял роль играющего тренера в командах, за которые выступал.
После завершения карьеры стал тренером. С середины 2011 года возглавляет костромское «Динамо».
С сентября 2022 года является исполняющим обязанности главного тренера клуба «Спартак» Кострома, сменив на этом посту Владимира Маминова. В первом матче под его руководством команда команда одержала победу со счётом 5:3 в выездном поединке против «Динамо-2».